# Cingulum militare

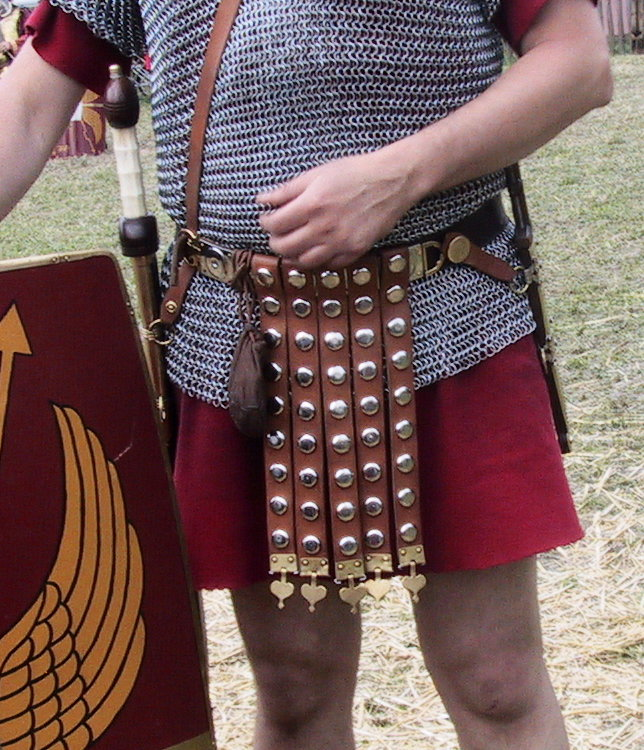
Cingulum militare

Cingulum militare (lat.:válečný pás, cinctus = opásaný) byl opasek a chránič slabin antických římských vojáků. Byl součástí římské uniformy v 1. stol. před Kr.-3. stol. n. l.

## Popis

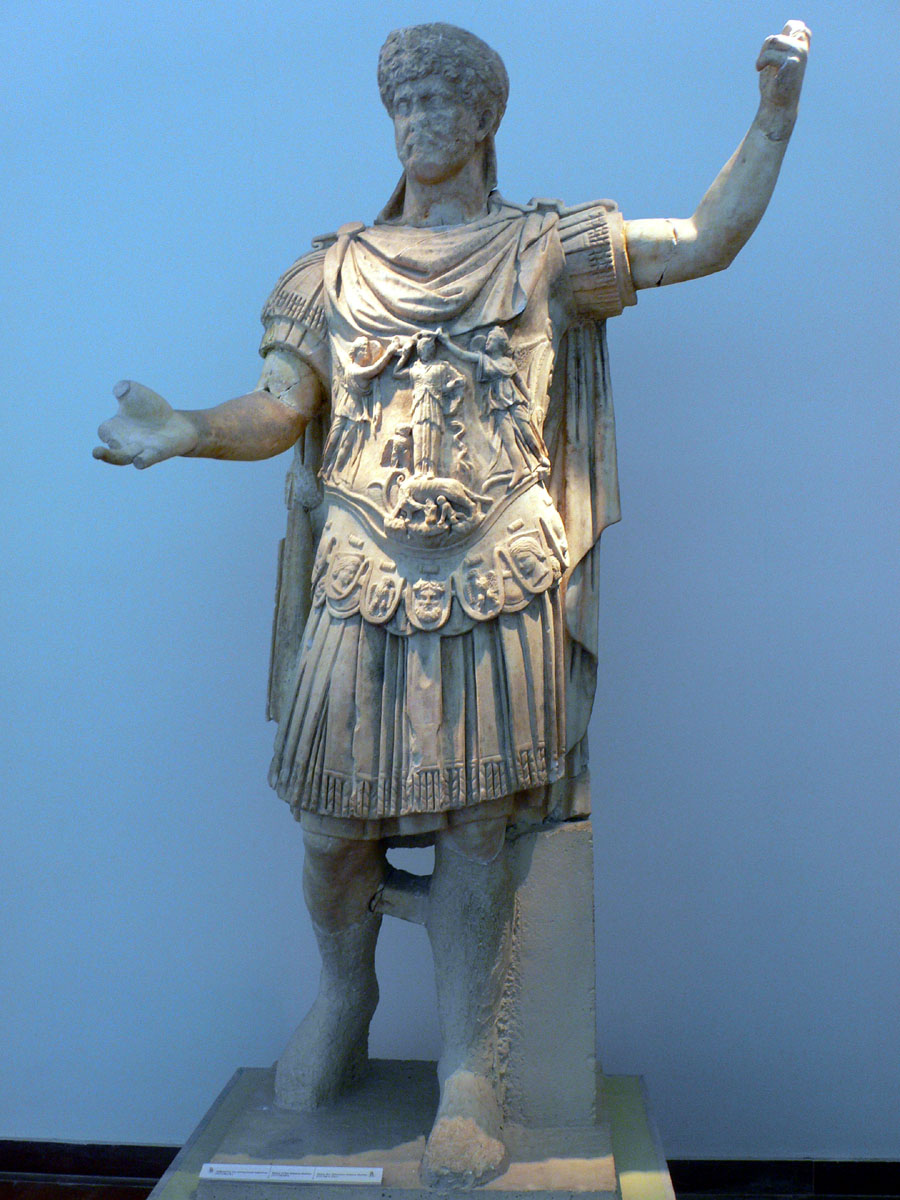
Socha císaře Hadriána, pás pteryges překrývá cingulum militare

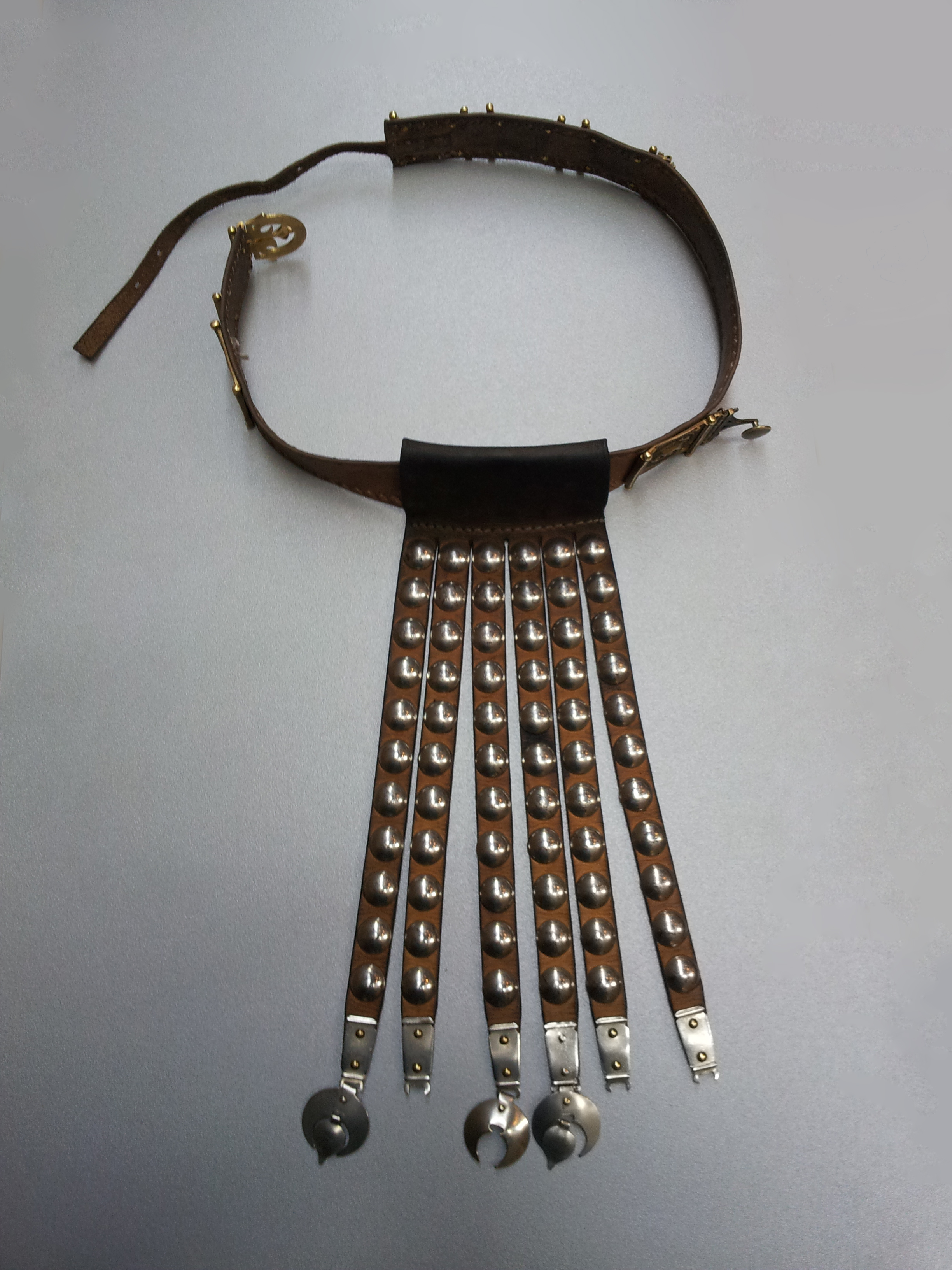
Cingulum s ověsky

Cingulum sestávalo z opasku v podobě koženého řemenu s kovovou přezkou, na kterém bylo zavěšeno od čtyř do osmi dalších řemenů, které byly pobité kovovými terčíky a s kruhy jako ověsky. Během 2. století  n. l. se cingulum zkrátilo. 
Na opasku se nosil meč (gladius) a dýka (pugio), v obou případech zasunuté v pochvě, která byla přivěšena k cingulu samostatným řemenem. Během společenské krize v 3. století cingulum vymizelo z uniformy legionáře a zůstal pouze opasek.[zdroj?]
Podobné pásy se  zavěšovaly také na římské standarty.[zdroj?]

## Prameny
Maurus Servius Honoratus ve svých Komentářích k Vergiliově Aeneidě píše, že cingulem byli opásáni všichni vojáci.